# Buen del Collar
Buen del Collar är en bergstopp i Spanien.   Den ligger i provinsen Província de Lleida och regionen Katalonien, i den nordöstra delen av landet, 500 km nordost om huvudstaden Madrid. Toppen på Buen del Collar är 2 300 meter över havet.
Terrängen runt Buen del Collar är varierad. Runt Buen del Collar är det mycket glesbefolkat, med 4 invånare per kvadratkilometer. Närmaste större samhälle är La Seu d'Urgell, 17,3 km sydost om Buen del Collar. I omgivningarna runt Buen del Collar växer i huvudsak barrskog.